# Matang Kule
Matang Kule is een bestuurslaag in het regentschap Bireuen van de provincie Atjeh, Indonesië. Matang Kule telt 556 inwoners (volkstelling 2010).